# 歌川芳豊
歌川 芳豊（うたがわ よしとよ、天保元年〈1830年〉 - 慶応2年4月24日〈1866年6月7日〉）とは、江戸時代末期の浮世絵師。

## 来歴
歌川国貞及び歌川国芳の門人。本姓は福山、俗称兼吉（または兼二郎）。一竜斎と号す。上野三枚橋近くの旅籠屋某の妾腹の子と伝わる。はじめは国貞に絵を学んでいたが、国貞のもとを出奔し国芳の門に入る。国芳はちょうど国貞が歌川豊国を名乗った時だったので、わざと芳豊の名を与えたという。つまり「豊」の字を「芳」の字の下に置いたということである。作画期は安政から慶応にかけての頃で、幕末には武者絵のほか、はしか絵や凧絵を得意とし横浜絵も描く。日本橋新大坂町にて没す、享年37。墓所は東京都台東区元浅草の正覚寺、法名は豊山院遠往信士。門人に二代目歌川芳豊がいる。

## 作品
- 「諸国金山ノ図」　大判3錦絵枚続　※万延元年（1860年）
- 「ヲロシヤ人愛婦人」　大判錦絵　国立国会図書館所蔵　※同上
- 「フランス人遊興」　大判錦絵　国立国会図書館所蔵　※同上
- 「アメリカ子供愛図」　大判錦絵　※同上
- 「イギリス遊行ノ図」　大判錦絵　※同上
- 「猛虎の正写」　大判錦絵　※文久元年（1861年）
- 「新渡大象図」　大判錦絵　江戸東京博物館所蔵　※文久3年
- 「新渡舶来之大象」　大判錦絵　江戸東京博物館所蔵　※同上
- 「中天竺舶来大象之図」　大判錦絵　江戸東京博物館所蔵　※同上
- 「欧羅巴人舶来　大象の図」　大判錦絵　江戸東京博物館所蔵　※同上
- 「異国渡大象の図」　大判錦絵　※同上
- 「新渡駱駝写生」　大判錦絵
- 「東海道 吉原」　大判錦絵　※合作揃物の内、文久3年
- 「麻疹手当奇法升」　大判錦絵